# Dvärgdunört
Dvärgdunört (Epilobium anagallidifolium) är en växtart i familjen dunörtsväxter. 